# Austin Clapp

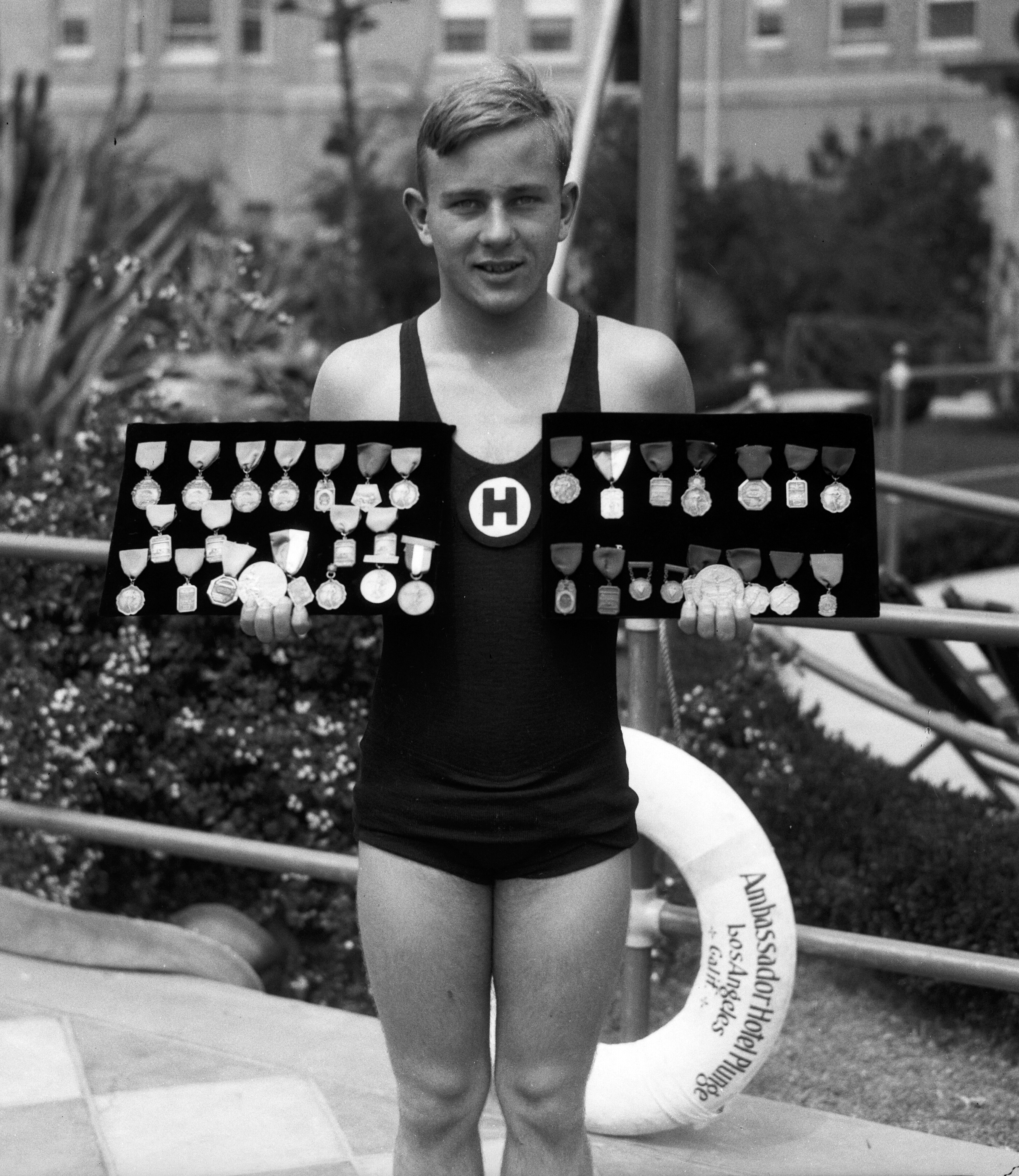
Austin Clapp zeigt seine Medaillen (1928)

Austin Rhone Clapp (* 8. November 1910 in Farmington, New Hampshire; † 22. Dezember 1971 in Woodside, Kalifornien) war ein Schwimmer und Wasserballspieler aus den Vereinigten Staaten. Er gewann 1928 eine olympische Goldmedaille im Schwimmen und 1932 eine olympische Bronzemedaille im Wasserball.

## Karriere
Austin Clapp verbrachte einen Teil seiner Kindheit in Nauru, weil sein Vater dort als Arzt tätig war. Von 1924 bis 1927 besuchte er die Hollywood High School und danach die Stanford University. Er gewann als Schwimmer je einen Meistertitel der National Collegiate Athletic Association und der Amateur Athletic Union.
Bei den Olympischen Spielen 1928 in Amsterdam fand zunächst der Wettbewerb im 1500-Meter-Freistilschwimmen statt. Clapp war Fünftschnellster der Vorläufe, trat dann aber zum Halbfinale nicht an. Über 400 Meter Freistil war Clapp Drittschnellster der Vorläufe und erreichte den Endlauf als Drittschnellster der Halbfinalläufe. Im Endlauf siegte der Argentinier Alberto Zorrilla vor dem Australier Andrew Charlton und dem Schnellsten aus Vorlauf und Halbfinale, dem Schweden Arne Borg. Die drei Schwimmer aus den Vereinigten Staaten Buster Crabbe, Austin Clapp und Ray Ruddy belegten die Plätze vier bis sechs. Die 4-mal-200-Meter-Freistilstaffel der Vereinigten Staaten schwamm in der Besetzung Paul Samson, Austin Clapp, David Young und Johnny Weissmüller bereits im Vorlauf Weltrekord in 9:38,8 Minuten. Im Finale siegten Austin Clapp, Walter Laufer, George Kojac und Johnny Weissmüller vor den Staffeln aus Japan und aus Kanada und verbesserten dabei den Weltrekord noch einmal auf 9:36,2 Minuten. Nach den damals gültigen Regeln erhielten nur die im Finale eingesetzten Staffelteilnehmer Medaillen.
1929 und 1931 wurde Austin Clapp mit dem Wasserballteam der Stanford University Meister der Colleges an der Pazifikküste. Nach seiner Graduierung spielte er für den Los Angeles Athletic Club (LAAC). 1932 qualifizierte sich das Team des LAAC für die Teilnahme an den Olympischen Spielen in Los Angeles. Beim olympischen Wasserballturnier 1932 war Clapp in allen vier Spielen als Stürmer dabei und erzielte insgesamt vier Turniertore. Am Ende lagen hinter den Ungarn die deutsche Mannschaft und das US-Team nach Punkten gleichauf, wegen der besseren Tordifferenz erhielten die Deutschen die Silbermedaille und die Mannschaft aus den Vereinigten Staaten Bronze.
Austin Clapp war nach dem Zweiten Weltkrieg Trainer der Mannschaft des LAAC, die sich für die Olympischen Spiele in London qualifizierte und dort den neunten Platz erreichte. Außerdem war Clapp in der Nachkriegszeit als Schiedsrichter im Collegebereich und auf nationaler Ebene tätig. Nach seiner Graduierung in Stanford besuchte Clapp die Stanford Law School und war dann als Anwalt in der Kanzlei Goldstein, Barceloux and Goldstein in San Francisco tätig.